# أوريجانوس

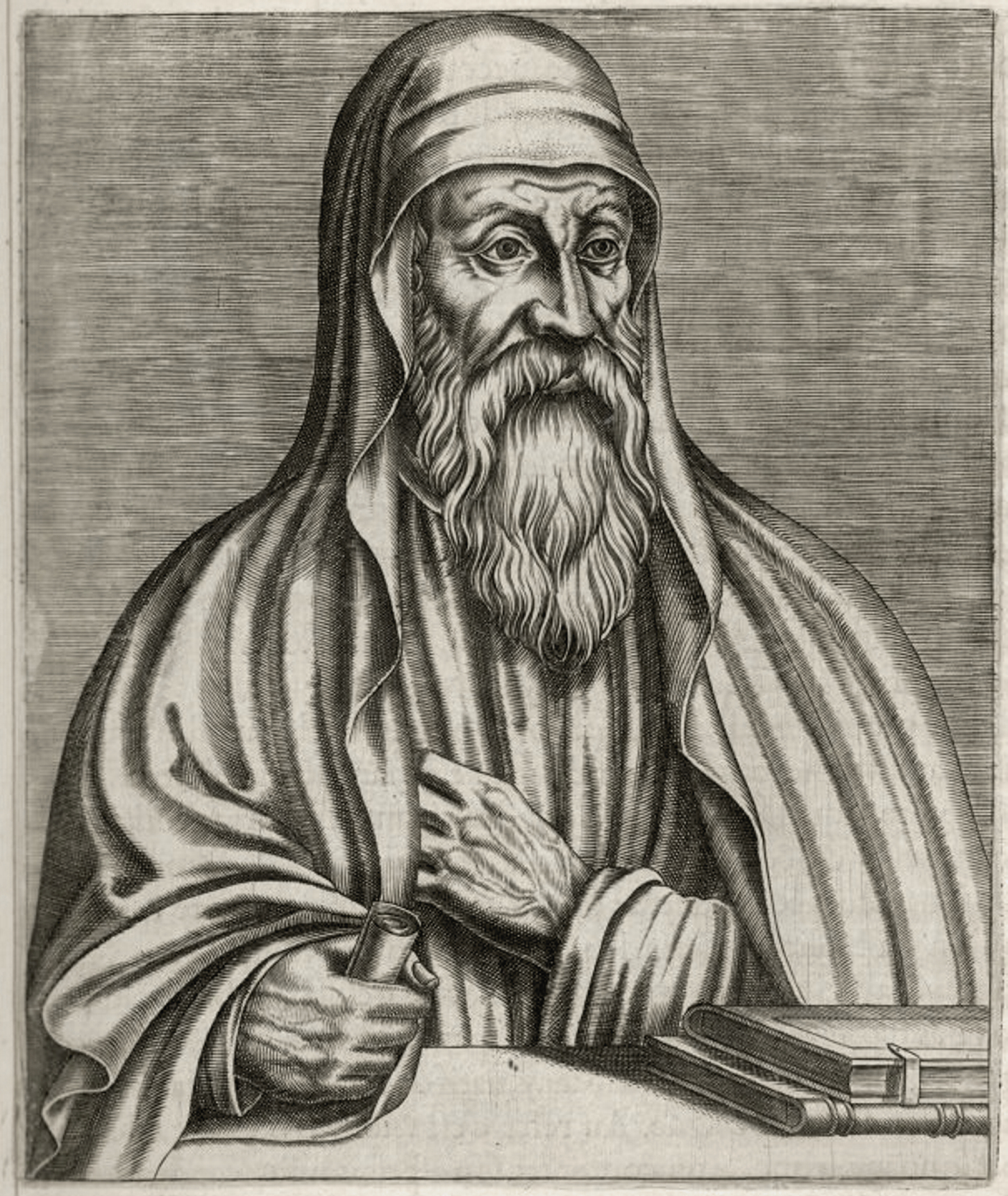
أوريجانوس

أوريجانوس  (أوريجانس) (Ὠριγένης Ōrigénēs,) (185 - 254)) كان من أبرز أوائل آباء الكنيسة المسيحية.توفي في كايساريا 254. كتاباته هامة بوصفها واحدة من أولى المحاولات الفكرية لوصف المسيحية.

## أوائل حياته
كان أبواه مسيحيين متدينين، وكان ذو عقلية فذه وصار نابغة في العلم رغم حداثة سنة. وأشتهر أيضاً بمساندته وتشجيعه للمؤمنين الذين يتعرضون للأضطهاد وكان يقويهم في الإيمان حتى يستشهدوا.
ووصل إلى أن يكون مديرا لمدرسة الإسكندرية المسيحية وهو في سن الثامنة عشرة بعد أن عينه البابا ديميتريوس الأول البطريرك الـ 12 رئيسا لمدرسة الأسكندرية اللاهوتية خلفا لأكليمنضس الأسكندري.
كان نَشِطاً في تفسير الكتاب المقدس والدراسات الإنجيلية المُقارنة. وقد كتب أكثر من 6000 تفسيراً للكتاب المقدس، بالإضافة إلى كتاب «هيكسابلا» الشهير

## اوريجانوس والباباديمتريوس
في سنة 228م أرسله البابا ديمتريوس إلى إخائية ببلاد اليونان ليقاوم الهراطقة الذين أقلقوا راحة الكنيسة هناك فزار في طريقه فلسطين وكان في كل مدينة أو قرية نزلها يدعى إلى الوعظ في الكنائس، ولما مر بفلسطين عند رجوعه خاطبه أسقفها «ثوسيستوس» بالاشتراك مع اسكندر أسقف اورشليم بأنه لايجوز بأستاذ الكهنة والاساقفة أن يكون مجردا من كل الكهنوت.. وارتضى بعد اقناع شديد حيث انه خصى نفسه قبلا في مصر حتى لا يرسمه البابا ديمتريوس كاهنا حيث انه لابد ان يكون الكاهن كاملا وقبل من اساقفة فلسطين درجة القسوسية وهو في السنة الثالثة والاربعين من العمر.
غير أن ديمتريوس اعتبر هذه السيامة تعديا على حقوقه. ومن ذلك الحين بدأ سوء التفاهم يجد مكانا بين اوريجانوس والبطريرك الذي قام الحجة على ذينك الاسقفين لرسامتهما شخصا خاضعا له فجاوباه بأن احترامهما لمركزه عظيم.. قال اورينموس «ان الحسد هو الذي حمل ديمتريوس على هذا كله» غير انه لم يأت ببرهان على صحة ذلك والحقيقة كما يرويها المدققون ان البطريرك الإسكندري امتنع عن ترقية اوريجانوس لدرجة كهنوتية لسبيين:
السبب الأول: انه خصى نفسه الامر الذي اخفاه اوريجانوس عن أسقفي فلسطين وأورشليم.
السبب الثاني: نحول جسمه وضعفه.
وقد قلنا ان اوريجانوس كان يسعى وراء انحطاط القوى ليكون حائلا بينه وبين الرتب الكهنوتية التي كان راغبا عنها كأغلب اتقياء العصور الأولى.
ولما رجع اورجانوس بعد رسامته رأى البطريرك حاقدا عليه ووجد مركزه قد سقط فحصل بينه وبين البطريرك نزاع عقد بسببه هذا مجمعا بالإسكندرية سنة 231م حكم فيه بنفى اوريجانوس وبحرمه لانه رسم من اسقفين غير تابعين للكرازة المرقسية ولانه خصى نفسه الامر الذي بالغ اوريجانوس في كتمانه وساعده البطريرك على ذلك ولكنه اضطر إلى اشهاره رغما عنه ثم ارسل خطابات إلى جميع الكنائس يعلمها بحكمه على اوريجانوس...
اما اوريجانوس فمع كونه عرف ان هذا الحكم في غاية القساوة الا انه تدارك الامر بحكمته ولم يشأ ان يمكث في الإسكندرية ليوسع هذا الخلاف بل تركها لا رجوع بعده.. وكان قد اكمل القسم الخامس من كتابة في إنجيل القديس يوحنا ففزع إلى قيصرية.. وفي تلك الأثناء عقد مجمع اخر وفحص كتاب «المبادئ» وحكم بأنه هرطوقى وحرم مؤلفه...
ولما وصل اوريجانوس إلى فلسطين استقبل فيها استقبال القائد المنتصر فأستاء البابا ديمتريوس من كثرة تعدى اساقفة تلك الجهة على حقوقه.. ولحق بأوريجانوس امبروسيوس وعائلته وتبعه كثيرون من طلاب العلم ولهذا عزم على فتح مدرسة في قيصرية فلسطين يعلم فيها تفسير الكتاب المقدس وكمل في تلك المدينة المذكورة تفسيره لإنجيل يوحنا.

## وفاته
فيما بين 249 م - 251 م أثار الأمبراطور دقيوس الاضطهاد ضد المسيحيين فألقوا القبض على أوريجانوس وعذبوه تعذيبا شديداً فوضعوا طوق حديدى في يده وربطت قدماه في المقطرة، وضربوه وأحتمل الألام في شجاعة منقطعة النظير ثم أطلق سراحه بعد ذلك
وفي عام 254 م مات بعد فترة قصيرة متأثراً بآلامه وجراحاته وكان قد بلغ من العمر 69 م وقد أرسل له البابا ديونسيوس البطريرك الـ 14 رسالة عن الاستشهاد يشجعه فيها على أحتمال المشقات وأظهر تعاطفه معه

## حرم اوريجانوس
تم حرم اوريجانوس بواسطة البابا ديمتريوس الكرام، البطريرك الثاني عشر، في أوائل القرن الثالث وتأكد حرمه أيضا في عهد البابا ثاؤفيلس البابا الثالث والعشرين، في اواخر القرن الرابع وتحمس لذلك قديسون كثيرون في القرنين الرابع والخامس منهم القديس إبيفانيوس أسقف قبرص، ثم القديس جيروم الذي كان من محبيه في البدء.
كانت هناك أعمال لجيروم منها قاموس الأسماء الكتابية والأصول اللغوية وتفسيرات كتابية اعتمد فيها بشكل كبير على أوريجانوس رغم أنهُ وقف ضدّه في الأمور العقائدية..
لم ترفع الحرومات عن اوريجانوس. والكنائس الآرثوذكسية البيزنطية تحرم كل تعاليمه في مجمعيها الخامس والسادس.
في 2007 تطرق البابا بندكتوس الـ16 في تعليمه الأسبوعي في مقابلة الأربعاء العامة إلى شرح أوريجانوس عن الصلاة والكنيسة وذلك أثناء مقابلته العامة المعتادة اليوم الأربعاء مع المؤمنين والحجاج في قاعة بولس السادس بالفاتيكان، وكان الأب الأقدس قد تحدث الأربعاء الماضي عن الشخصية الفذّة لهذا المفكر اللاهوتي المسيحي في الإسكندرية من القرن الثالث ميلادي 

## اوريجينوس العلامة
تبقى شخصيته محيّرة فإن كان بعض الدارسين مثل كواستين وغيره يشهدون لدوره الفعّال في الاهتمام بالكتاب المقدس، وقد تأثر به حتى مقاوموه، لكن الكنيسة القبطية وقد شعرت بخطورة تعاليمه حرمته في حياته بينما الكنائس الخلقيدونية حرمته في أشخاص تابعيه سنة 553م وذلك لما وجد في كتاباتهم عن وجود النفس السابق للجسد، وإن جميع الخليقة العاقلة حتى الشياطين ستخلص الخ...
لقب العلامة أوريجينوس بـ «أدمانتيوس» أي «الرجل الفولاذي»، إشارة إلى قوة حجته التي لا تقاوم وإلى مثابرته.

## طفولته
يعتبر الكثيرون أوريجينوس ابن مصر الأصيل رغم أن اسمه يوناني وليس قبطيا، يبدو أنه ولد في الإسكندرية حوالي عام 185م. اهتم به والده ليونيدس Leonides فهذبه بمعرفة الكتاب المقدس، وقد أظهر الابن شغفاً عجيباً في هذا الأمر.
يُقال إن والده كثيراً ما كان يقف بجوار الصبي وهو نائم، ويكشف صدره كأن روح الله قد استقر في داخله، ويقبله بوقار معتبراً نفسه أنه قد تبارك بذريته الصالحة.
استشهاد ليونيدس
عاصر الاضطهاد الذي أثاره سبتيموس ساويرس عام 202م، والذي كان أكثر عنفاً على الكنيسة المصرية، حتى ظن كثيرون أن هذا الاضطهاد هو علامة على مجيء «المسيح الدجال».
أُلقيّ القبض على ليونيدس ووضع في السجن، أما أوريجينوس الذي لم يكن بعد قد بلغ السابعة عشر من عمره فكان يتوق بشغف إلى إكليل الاستشهاد مع والده. وفي اللحظة الحاسمة منعته أمه من تحقيق رغبته بإخفاء كل ملابسه حتى يلتزم البقاء في المنزل ليرعى شئون أخوته الستة. فأرسل إلى أبيه يحثه على الاستشهاد، قائلا له: «أحذر أن تغير قلبك بسببنا».
معلم الأدب
إذ صودرت ممتلكات ليونيدس بعد استشهاده صار أوريجينوس وعائلته في عوز، لهذا التجأ إلى سيدة غنية رحبت به، لكنه لم يحتمل البقاء كثيراً، لأن معلماً هرطوقياً يدعى بولس الإنطاكي استطاع أن يؤثر عليها ببلاغته فضمته إلى بيتها، وتبنته، وأقامته فيلسوفاً خاصاً بها، وسمحت له أن ينشر هرطقته بإلقاء محاضرات في بيتها. لم يستطع أوريجينوس ـ وهو بعد صغير السن ـ أن يشترك في الصلاة مع هذا الهرطوقي متمسكاً بقوانين الكنيسة، فترك البيت وعكف على تدريس الأدب الدنيوي والنحو لينفق على نفسه وعلى عائلته. وجد أوريجينوس في تدريسه للوثنيين الأدب والنحو فرصته للشهادة للإيمان المسيحي قدر ما تسمح الظروف، فكان يعلن عن مركز اللاهوتيات بين الكتابات اليونانية، وبهذا اجتذب أوريجينوس بعض الوثنيين الذين جاءوا يطلبون أن يسمعوا منه عن التعاليم المسيحية من بينهم بلوتارخس الذي نال إكليل الاستشهاد وأخوه هيراقليس (ياروكلاس) الذي صار بطريركاً على الإسكندرية.
أوريجانوس ومدرسة إسكندرية
إذ تركت مدرسة الإسكندرية بلا معلم بسبب الاضطهاد، ورحيل القديس أكليمنضس، عين البابا ديمتريوس أوريجينوس رئيساً للمدرسة وهو بعد في الثامنة عشرة من عمره. أوقف أوريجينوس كل نشاط له وباع كل كتبه الثمينة المحبوبة لديه، ليكرس حياته بالكامل للعمل الجديد الذي أوكل إليه كمعلم للموعوظين. تتلمذ على يديه كثيرون نذكر على سبيل المثال القديس الكسندروس أسقف أورشليم الذي كان يتطلع إلى أوريجينوس كمعلمه وصديقه. وإني أود أن أشير هنا إلى دور العلامة أوريجينوس في تطور المدرسة:
1. ألقى العلامة أوريجينوس بنفسه بكل طاقاته لا لدراسة الكتاب المقدس والتعليم به فحسب، بل وفي تقديم حياته مثلاً للحياة الإنجيلية. في هذا يقول القديس غريغوريوس العجائبي: «لقد جذبنا بأعماله التي فعلها أكثر من تعاليمه التي علمنا إياها». اتسم أيضا بالحياة النسكية مع ممارسة الصلاة بكونها جزءاً لا يتجزأ من الحياة النسكية، تسنده في تحرير النفس ودخوله إلى الاتحاد مع الله بطريقة أعمق. يرى في الصلوات أمراً ضرورياً لنوال نعمة خاصة من قبل الله لفهم كلمة الله. رأى أن الإنسان يطلب الاتحاد مع الله خلال حفظ البتولية، فينسحب عن العالم وهو بعد يعيش فيه، مقدماً تضحية في أمور الترف قدر ما يستطيع، محتقراً المجد البشري. وبسبب حضور النسوة يستمعن محاضراته، ولكي لا تحدث عثرة رأى أن ينفذ حرفياً ما ورد في الإنجيل أن أناساً خصوا أنفسهم من أجل ملكوت الله (مت12:19)، لكنه يبدو أنه قدم توبة على هذا الفعل. وقد استخدمها البابا ديمتريوس ضده.
2. في البداية ركز أوريجينوس على إعداد الموعوظين وتهيئتهم للعماد، لا بتعليمهم الإيمان المسيحي فحسب، وإنما بتقديم التعاليم الخاصة بالحياة المسيحية العملية أيضاً.
3. لم يقف عمل العلامة أوريجينوس عند تهيئة الأعداد الضخمة المتزايدة الجالسة عند قدميه لنوال سر العماد وإنما كان عليه بالحري أن يهيئهم لقبول إكليل الاستشهاد. فكل من يقترب إليه إنما بالحري يجري نحو خطر الاستشهاد.
4. اهتم أوريجينوس بتعميق الفكر الدراسي؛ فإذ كان جمهور تلاميذه يلتفون حوله من الصباح حتى المساء رأى أوريجينوس أن يقسمهم إلى فصلين، واختار تلميذه هيراقليس- المتحدث اللبق- ليدرس المبتدئين المبادئ الأولى للتعاليم المسيحية، أما هو فكَّرس وقته في تعليم المتقدمين اللاهوت والفلسفة معطياً اهتماماً خاصاً بالكتاب المقدس.
5. لعل أعظم أثر لأوريجينوس على مدرسة الإسكندرية هو إبرازه التفسير الرمزي (؟المجازي؟) للكتاب المقدس. فقد كَّرس حياته كلها لهذا العمل، حتى نسب هذا المنهج التفسيري لمدرسة الإسكندرية ولأوريجينوس.
رحلات أوريجينوس
1. حوالي عام 212م زار أوريجينوس روما في أثناء أسقفية زفيرينوس Zephyrinus، وفي حضرته ألقى القديس هيبوليتس مقالا عن كرامة المخلص، وبعد إقامة قصيرة هناك عاد إلى الإسكندرية.
2. قام بعدة رحلات إلى بلاد العرب، أولها حوالي عام 214م، حيث ذهب إليها بناء على دعوة من حاكم تلك البلاد الذي كان يرغب في التعرف على تعاليمه، كما دُعيّ إلى العربية عدة مرات ليتناقش مع الأساقفة وقد أشار المؤرخ يوسابيوس إلى اثنتين من هذه المناقشات، نذكر منهما أنه في عام 244م انعقد مجمع عربي لمناقشة وجهة نظر الأسقف بريلوس في شخص السيد المسيح. انعقد هذا المجمع على مستوى واسع أدان الأسقف بسبب قوله إن الله أقنوم واحد، وقد حاولوا باطلا إقناعه أن يعود إلى الإيمان المستقيم. أسرع أوريجينوس إلى العربية ونجح في إقناع الأسقف الذي يبدو أنه بعث إليه برسالة شكر، وصار من أكبر المدافعين عنه. على أي الأحوال هذا الارتباط بين أوريجينوس والعربية إنما هو امتداد لارتباط العلامة بنتينوس بها.
3. حوالي عام 216م، إذ نهب الإمبراطور كاركلا Caracalla مدينة الإسكندرية وأغلق مدارسها واضطهد معلميها وذبحهم، قرر أوريجينوس أن يذهب إلى فلسطين. هناك رحب به صديقه القديم الكسندر أسقف أورشليم كما رحب به ثيوكتستوس Theoctistus أسقف فلسطين، اللذان دعواه ليشرح الكتاب المقدس للشعب في حضرتهما. غضب البابا ديمتريوس الإسكندري جداً، لأنه حسب عادة الكنيسة المصرية لا يستطيع غير الكاهن أن يعظ في حضرة الأسقف، فأمره بالعودة إلى الإسكندرية سريعاً، فأطاع وعاد، وبدت الأمور تسير كما كانت عليه قبلاً.
4- مع بداية حكم اسكندر ساويرس (222- 225م) أرسلت مامسيا Mammaca والدة الإمبراطور حامية حربية تستدعي أوريجينوس لإنطاكيا يشرح لها بعض الأسئلة، وقد استجاب للدعوة ثم عاد إلى مدرسته.
5. أرسل العلامة أوريجينوس إلى اليونان لضرورة ملحة تتعلق ببعض الشئون الكنسية، وبقيّ غائباً عن الإسكندرية. ذهب إلى آخائية ليعمل صلحاً، وكان يحمل تفويضاً كتابياً من بطريركه. وفي طريقه عبر بفلسطين، وفي قيصرية سيم قساً بواسطة أسقفها. فقد بدا للأساقفة أنه لا يليق بمرشد روحي مثل أوريجينوس بلغ أعلى المستويات الروحية والدراسية يبقى غير كاهن. هذا وقد أرادوا أن يتجنبوا المخاطر التي يثيرها البابا ديمتريوس بسماحهم له أن يعظ وهو «علماني» في حضرتهم. وقد اعتبر البابا هذه السيامة أكثر خطأ من التصرف السابق، حاسباً إياها سيامة باطلة لسببين:
أ. أن أوريجينوس قد قبل السيامة من أسقف آخر غير أسقفه، دون أخذ تصريح من الأسقف التابع له.
ب. إذ كان أوريجينوس قد خصى نفسه، فهذا يحرمه من نوال درجة كهنوتية، فإنه حتى اليوم لا يجوز سيامة من يخصي نفسه.
إدانته
لم يحتمل البابا ديمتريوس هذا الموقف فدعا لانعقاد مجمع من الأساقفة والكهنة بالإسكندرية. رفض المجمع القرار السابق مكتفين باستبعاده عن الإسكندرية. لم يرض البابا بهذا القرار فدعا مجمعاً من الأساقفة وحدهم عام 232م، قام بإعلان بطلان كهنوته واعتباره لا يصلح بعد للتعليم، كما أعلن عن وجود بعض أخطاء لاهوتية في كتاباته. كتب البابا الإسكندري القرار إلى كل الإيبارشيات، فدعا Pontiasأسقف روما مجمعاً أيّد القرار، وهكذا فعل كثير من الأساقفة، فيما عدا أساقفة فلسطين والعربية وآخائية وفينيقية وكبدوكيا الذين رفضوا القرار. اضطر أوريجينوس أن يدافع عن نفسه ضد الاتهامات الخطيرة التي وجهت ضده.
فقد أورد روفينوس في كتابه De Adulteratione نبذة طويلة من خطاب كان قد وجّهه أوريجينوس إلى أصدقاء له في الإسكندرية يشكو فيه من الملفقين الذين غيروا بعض فقرات من كتبه وشوهوها، ومن الذين نشروا في العالم المسيحي كتباً مزورة ليس من العسير أن نجد فيها ما يستحق السخط.
كذلك يعرفنا القديس جيروم بوجود خطاب آخر كتبه أوريجينوس إلى فابيانوس أسقف روما يتهم فيه صديقه إمبروسيوس بأنه تسرع ونشر أحد كتبه في وقت غير مناسب وقبل أن يكمله، لعله قصد بهذا الكتاب «المباديء De Peincipiis» الذي أثار سخط الكثيرين ضده حتى بعد وفاته.
وجاء في ميمره الخامس والعشرين على إنجيل لوقا: «إنه من دواعي سرور أعدائي أن ينسبوا لي آراء لم أكن أتصورها ولا خطرت ببالي».
مدرسة جديدة
حثه أسقف قيصرية على إنشاء مدرسة للاهوت هناك، رأسها قرابة عشرين عاماً، فيها تتلمذ القديس غريغوريوس العجائبي لمدة خمسة أعوام.
اضطهاد مكسيميان
خلال الاضطهاد الذي أثاره مكسيميان التجأ أوريجينوس إلى كبادوكية قيصرية، في هذا الاضطهاد أُلقيّ القبض على صديقيه القديمين: إمبروسيوس وبروتوكتيتوس كاهن قيصرية، ووضعا في السجن. كتب أوريجينوس إليهما مقالا: «الحث على الاستشهاد»، نظر فيه إلى الاستشهاد كأحد البراهين على صحة الحق المسيحي، وكاستمرار لعمل الخلاص. أطلق سراح صديقيه وعاد أوريجينوس إلى قيصرية فلسطين. سافر أوريجينوس إلى أثينا عن طريق بيلينية، حيث قضى عدة أيام في نيقوميديا، وهناك تسلم رسالة من يوليوس أفريقانيوس، يسأله فيها عن قصة سوسنة إن كانت جزءاً أصيلا من سفر دانيال، وأجابه أوريجينوس برسالة مطولة بعثها إليه من نيقوديمية.
وفي أيام داكيوس (ديسيوس) Decius (249- 251)، ثار الاضطهاد مرة أخرى، أُلقى القبض على أوريجينوس. تعذب جسده، ووضع في طوق حديدي ثقيل وأُلقيّ في السجن الداخلي، وربطت قدماه في المقطرة أياماً كثيرة، وهدد أن يعدم حرقاً. احتمل أوريجينوس هذه العذابات بشجاعة، وإن كان لم يمت أثناءها، لكنه مات بعد فترة قصيرة، ربما كان متأثراً بالآلام التي لحقت به.
قبل أن يموت أرسل إليه البابا الإسكندري ديونسيوس الذي خلف هيراقليس، رسالة «عن الاستشهاد»، لعله بذلك أراد أن يجدد العلاقة بين العلامة الإسكندري أوريجينوس وكنيسة الإسكندرية. وفي عام 254م رقد أوريجينوس في مدينة صور في لبنان وكان عمره في ذلك الحين 69 عاماً، وقد اهتم مسيحيو صور بجسده اهتماماً عظيماً فدفنوه إزاء المذبح وغطوا قبره بباب من الرخام نقشوا عليه: «هنا يرقد العظيم أوريجينوس»، تاركاً تراثاً ضخما من تفاسير الكتاب لمقدس، مقدماً منهجه الرمزي في التفسير، وإن كان قد ترك أيضا بلبلة شديدة في الكنيسة بسببه حتى بين الرهبان سببت انقسامات ومتاعب لا حصر لها.

## أوريجينوس الإسكندريّ

### الحياة والإنتاج الأدبي
أوريجينوس الإسكندري هو بالفِعل إحدى الشخصيّات المؤثرة في تطوّر الفِكر المسيحي. إذ ورث تعليم كليمنضوس الإسكندري، الذي تمعنّا به الأربعاء الماضي، وأطلقه نحو المستقبل بشكلٍ مُتجدِّد لدرجة طبعت فيها تحوّلاً لا رجوع عنه في تطوّر الفكر المسيحي. لقد كان "مُعَلِّمًا" حقيقيًا، وهذه هي الصفة التي يتذكّرها بها تلاميذه بِحنين وتأثُّر: إنه ليس لاهوتيّا مُتَفَوِّقا فحسب بل أيضًا شاهدٌ مثاليّ لِلعقيدة التي كان ينقلها. يكتب أوزابيوس القيصريّ، كاتِب سيرَة حياته المُتحمِّس، ""كان يُعَلِّم أنَّ طريقة التصرّف يجب أن تتطابق فعليًا مع الكلام، وكان هذا بالأخصّ، بمساندة نعمة الله، ما دفعَ الكثيرين للاقتداء به" (تاريخ الكنيسة 6/3/7).
رافق أوريجينوس كُلَّ حياته توقٌ مُتواصل بالشهادة. كان في السابعة عشرة من عمره، حين اندلعت، في السنة العاشرة من حكم الإمبراطور سيبتيموس ساويروس، اضطهادات في الإسكندريّة ضدّ المسيحيّين. غادر أستاذُه كليمنضوس المدينةَ، بينما أُلقيَ بوالد أوريجينوس، ليونيديس، في السجن. كان ابنه يرغب الشهادة بتوقّد، لكنه لم يستطع تحقيق هذه الرغبة، لذا كتبَ إلى أبيه يحثّه ألاّ يتراجع عن شهادة الإيمان الأسمى. وعندما قُطِعَ رأس ليونيديس، شعر أوريجينوس الصغير بأنّه يتعيّن عليه قبول مِثال حياته. بعد أربعين سنة، وفيما كان يَعِظ في القيصريّة، اعترف قائلا: «لا يُفيدُني بِشيء أن يكون لي أبٌ شهيد، إن لم أُحسن التصرّف ولم أُشَرِّف نُبل سلالتي، أي استشهاد أبي والشهادة التي جعلته مُتألِّقًا في المسيح» (العظة في سفر حزقيال 4/8). وفي عِظَة لاحقة - عندما بَدا، بِفَضل التساهُل المُطلق لِلإمبراطور فيلبُّس العربي، أنّ احتمال وقوع شهادته قد تلاشى - يهتف أوريجينوس قائلا: «إن سمح لي الله أن أغتسلَ بِدَمي، فأتلقّى هكذا المعموديّة الثانية بِقبولي الموت من أجل المسيح، فإنّي سأبتعد بِثِقة عن هذا العالم... لكنهم طوباويّون أولئك الذين يستحقّون هذه الأشياء» (العظة في سفر يهوذا 7/2). تُعبّر هذه العبارات عن توق أوريجينوس لِمعموديّة الدم. وأخيرًا استُجيبَ دُعاء هذه الرغبة الجامحة، على الأقلّ جزئيًا. ففي عام 250، وخلال اضطهادات الإمبراطور ديقيوس، أُلقي القبض على أوريجينوس وتعرَّض لِلتعذيب بِوحشيّة. وبسبب العذابات التي عاناها أصابه الوهن فَتوفّي بعد بضعة سنوات قبل أن يتجاوز عامه السبعين.
لقد أشرنا إلى ذلك «التحوّل الذي لا رجوع عنه» الذي طبع به أوريجينوس تاريخ اللاّهوت والفكر المسيحي. ولكن ما هو هذا «التحوّل» وهذا التجدّد المشحون بكلّ هذه النتائج؟ إنه يكمن جوهريًا في تأسيس اللاّهوت على تفسير الكتابات المُقدّسة. كان عمل اللاّهوت بالنسبة إليه في الأساس تفسير الكتابات المُقدّسة وفَهمها؛ ويُمكننا القول إنَّ اللاّهوت عنده هو تعايُشٌ كامل بين اللاّهوت نفسه والتفسير الكتابيّ. في الحقيقة، تبدو العلامة الفارقة لِلعقيدة الأوريجينيّة كامنة بالضبط في الدعوة المُتواصلة لِلانتقال من حرفيّة كلمات الكِتابات إلى روحيّتها، لكي نَنمو في معرفة الله. كتبَ فون بالتازار أنّ هذه «المجازيّة» تتطابق بالتحديد «مع تطوّر العقيدة المسيحيّة الذي قاده تعليم آباء الكنيسة» الذين تَقَبَّلوا - بشكلٍ أو بآخر - «درس» أوريجينيوس. وهكذا يصل التقليد والتعليم، إي أساس البحث اللاّهوتي وضمانته، إلى الظهور كَـ «كتابة تجري الآن» (راجع أوريجينوس: العالم، المسيح والكنيسة، الترجمة الإيطاليّة، ميلانو 1972، ص 43). لِذلك يُمكننا التأكيد أنَّ النواة المركزيّة لأعمال أوريجينوس الأدبيّة العديدة يَتَمَثَّل في «قراءة ثُلاثيَّة» لِلكتاب المُقدّس. ولكن قبلَ أن نوضِح هذه «القراءة» يجدُر بنا إلقاء نظرة شاملة على نِتاج الإسكندريّ الأدبيّ. يُعَدِّد القديس جيروم في «رسالته الثالثة والثلاثين» عناوين لـ 320 كتابًا و310 عِظَة لأوريجينيوس. لِلأسف ضاع السواد الأعظم لِهذا الأعمال الأدبيّة، لكنّ القليل المتبقّي يجعَله المؤلّف الأكثر إنتاجًا في القرون الثلاثة الأولى من تاريخ المسيحيّة. يمتدّ نطاق اهتماماته من التفسير الكتابي إلى العقيدة والفلسفة والدفاع عن الإيمان المسيحيّ، إلى الزُّهد والتأمّل. إنها نظرة أساسيّة وشاملة إلى الحياة المسيحيّة.
تكمن النواة المُلهِمَة لنتاج أوريجينوس، كما أشرنا، في «القراءة الثُلاثيّة» لِلكتابات المُقدّسة التي طوّرها طوال حياته. نقصد بِهذه العبارة الطرق الثلاثة الأهمّ - وهي ليست مُتَتَالية، بل غالبًا ما كانت مُتَراكمة – التي كَرَّسَ بها أوريجينوس نفسه لِدراسة الكتابات المُقَدَّسة. لا بل إنّه قرأ الكتاب المُقدّس بِهَدَف التأكُّد بشكلٍ أفضل من النصّ وتقديم الترجمة الأكثر دقّة. هذه هي الخطوة الأولى: أن نعرف ماذا كُتِبَ في الواقع ونكتشف ماذا كانت تقصد هذه الكتابات قوله في البدء. ولِهذا الهدف قام بِدراسة كبيرة وكتبَ نسخة من الكتاب المقدّس تحتوي على ستّة أعمِدة مُتقابلة هي، من اليسار إلى اليمين، النصّ العبري بالأحرف العبريّة - لقد كانت له أيضًا اتّصالات بالكهنة اليهود لِيفهم جيدًا نصّ التوراة العبريّ الأصليّ -، ثمّ النصّ العبري المكتوب بالأحرف اليونانيّة، ثمّ أربع ترجمات مُختلفة باللغة اليونانيّة، سمحت له بالمُقارنة بين مُختلف أنماط الترجمة. مِن هنا عنوان «إكسابلا» (أي «الأعمدة السِت») الذي اكتسبه هذا العمل الضخم. هذه هي النقطة الأولى: أن نعلَم ما هو مكتوب بِدقّة، النصّ كما هو. وفي المرحلة الثانية قرأ أوريجينيوس الكتاب المُقدّس بِشكلٍ منهجي مع «التعليقات» الشهيرة عليه. تطرح التعليقات بأمانة الشروحات التي كان يقدّمها المعلّم في المدرسة، في الإسكندريّة كما في قيصريّة. يقوم أوريجينيوس بالتفسير آية بعد الأخرى تقريبًا، وبشكلٍ دقيق مُستفيض مُعَمَّق، مع مُلاحظات ذات طابع لغويّ وعقديّ. إنّه يعمل بِدقّة كبيرة لكي يعرف جيّدًا ما كان يقصده الكتّاب القدّيسون.
وفي نهاية المطاف، وحتّى قبل رسامته الكهنوتيّة، كرَّسَ أوريجينوس نفسه كثيرًا لِلتبشير بالكتاب المُقدّس، مُتَكَيِّفًا مع أُناسٍ مُتنوِّعي التركيبة. على أيّ حال، نشعر أيضًا في «مواعظه» بأثر المُعَلِّم، المُتفرِّغ كليًا إلى التفسير المنهجي للنصّ موضع البحث، حيث يقَسمه شيءًا فشيئًا إلى آيات متتالية. وفي «المواعظ» أيضًا ينتهز أوريجينيوس كلّ مُناسبة لِيلفت النظر إلى مختلف أبعاد معنى الكتابات المُقدّسة، وهي أبعاد تُساعد وتُعَبِّر عن درب نموّ في الإيمان: هناك المعنى «الحرفيّ»، لكنّه يخفي أعماقًا لا تظهَر لِلوهلة الأولى؛ أمّا البُعد الثاني فهو المعنى «الأخلاقي»: ماذا علينا أن نفعل ونحن نعيش الكلمة؛ وفي النهاية المعنى «الروحيّ»، أي وحدة الكتابات، التي تتكلّم في كلّ تطوّرها عن المسيح. إنَّ الروح القدس هو من يجعلنا نفهم المحتوى الخريستولوجي وبالتالي وحدة الكتابات في تنوّعها. إنّه لمن الأَهمّية بمكان تبيان هذا الأمر. لقد حاولت قليلاً، في كتابي «يسوع الناصريّ»، أن أُبَيِّن في وضعنا المُعاصِر الأبعاد المُتعدِّدة للكلمة، لِلكتابات المُقدّسة، التي يجب احترامها بدايةً في معناها التاريخي بالضبط. لكن هذا المعنى يَسمو بنا نحو المسيح، في نور الروح القدس، ويدلّنا إلى الطريق، وكيف نعيش. يُشار إلى ذلك، على سبيل المثال، في «العظة التاسعة في سِفر العَدَد»، حيثُ يقارن أوريجينوس الكتابات بِالجَوز إذ يؤكّد الخطيب: «هكذا هي الشريعة والأنبياء في مدرسة المسيح؛ مُرٌّ هو الحرف، الذي يُشبِه القشرة؛ وفي التالي سوف تَصِل إلى المحارة، وهي العقيدة الأخلاقيّة؛ وفي النهاية سوف تجد معنى الأسرار، الذي تتغذّى به نفوس القدّيسين في الحياة الحاضرة والقادمة» (العظة في سِفر العَدَد 9,7).
يَصِل أوريجينوس في هذا الطريق خاصةً إلى ترويج «القراءة المسيحيّة» لِلعهد القديم بشكلٍ فعّال، متصدّيًا بِشكلٍ مُمَيَّز لتحدّي أولئك الهراطقة - خاصّةً الغنوصيّين وأتباع مرقيونس - الذين كانوا يُضعون العهدين في تعارض بينهما لدرجة طرح العهد القديم جانبًا. بِهذا الخصوص، وفي نفس العظة في سِفر العَدَد يؤكِّد الإسكندريّ: «أنا لا أدعو الشريعة العهدَ القديم، إذا ما فهمتها بالروح. الشريعة تُصبِح» عهدًا قديمًا«لِمن يُريدون فهمها بالجسد فقط»، أي الذين يتوقّفون أمام حرفيّة النصّ. ولكن «بالنسبة لنا، نحن الذين نفهمها ونُطبّقها بالروح وحسب معنى الإنجيل، فإنَّ الشريعة هي دومًا جديدة، والعهدان هما بالنسبة لنا عهدٌ جديد. لا بِسبب التاريخ الزمني بَل لحداثة المعنى... ولكن بالنسبة إلى الخاطئ وإلى الذين لا يحترمون عهد المحبّة، فالأناجيل أيضًا تشيخ» (العظة في سِفر العَدَد 9/4).
إنني أدعوكم ختامًا إلى تقبّل تعليم مُعلّم الإيمان الكبير هذا في قلوبكم. إنّه يُذكِّرنا في اندفاعٍ عميق بأنّه، وفي القراءة المبتهلة لِلكتابات وفي الالتزام الأمين في الحياة، تتجدَّد الكنيسة دومًا وتُجدِّد شبابها. وكلمة الله، التي لا تشيخ ولا تنضب أبدًا، هي وسيلة متُميّزة لبلوغ هذا الهدف. بالفِعل إنّ كلمة اللهِ هي التي، وبِواسطة عمل الروح القدس، تقودنا دومًا من جديد إلى الحقيقة بِكليّتها (راجع بينيديكتوس السادس عشر، إلى المُشاركين في المؤتمر الدولي بمناسبة الذكرى الأربعين لصدور إعلان «كلمة الله»، في: تعاليم، المُجلّد 1، 2005، ص552-553). لِنُصَلِّ إلى الربّ لكي يَهِبَنا في عصرنا هذا مُفكِّرين ولاهوتيّين ومُفسِّرين يجدون هذه الأبعاد المُتعدِّدة وهذه العصريّة الدائمة لِلكتابات المُقدّسة، وجديدها لِيومنا هذا. لِنُصَلِّ لكي يُساعدنا الربّ في قراءة الكتابات المُقدّسة على شكلِ صلاة، والتغذّي فعلا بِخُبزِ الحياة الحقيقيّ، أي بِكَلِمته.
تعليم 2 مايو (أيار) 2007
أوريجينوس الإسكندريّ. ب - فِكرُه - Origen. His Thought

## تعليمه حول الصلاة والكنيسة
في الحقيقة فإنَّ أوريجينوس- وهو صاحب مؤلَّف هامّ وآنيّ دومًا "عن الصلاة" – يجمَع بِشكلٍ مُتواصل إنتاجه التفسيريّ واللاّهوتي بخبرات واقتراحات مُتعلّقة بالصلاة. فبالرغم من كلّ غناها الفكريّ اللاهوتيّ، فهي ليست أبدًا مُعالجة أكاديميّة صرفة؛ بل ترتكز دومًا على خِبرة الصلاة والاتصال بالله. في الحقيقة، يتطلّب فهم الكتابات المقدسّة برأيه، وأكثر من دراستها، الحميميّة مع المسيح والصلاة. وهو مُقتنع أنَّ الدرب الأمثل لِلتعرّف إلى الله هو المحبّة، وأنّه لا يمكن الوصول إلى "معرفة المسيح" حقيقةً دون الولع به. يوصي أوريجينوس في رسالته إلى غريغوريوس قائلا: "كرّس نفسك لِقراءة الكتابات الإلهيّة؛ وانكبّ على هذا بِثبات. والتَزِم بِالقراءة بِقصد الإيمان بالله وإرضائه. وإذا وجدت نفسك أثناء القراءة أمام باب مُغلق، فاقرع الباب وسيفتح لك ذاك الحارس الذي قال فيه يسوع: "الحارس سوف يفتحه له". وفي انكبابك هكذا على القراءة الإلهيّة، ابحث بِصدق وثقة بالله لا تتزعزع عن معنى الكتابات الإلهيّة الذي يتوارى فيها بشكلٍ كبير. ولكن لا ينبغي لك أن تكتفي بقرع الباب والبحث: فكي تفهم أمور الله لا بدّ لك من الصلاة. فلكي يحثّنا على الصلاة لم يقل لنا المُخلّص فقط: "اطلبوا تجدوا"، و"اقرعوا يُفتَح لكم"، بل زاد على ذلك: "اسألوا تُعطوا" (الرسالة إلى غريغوريوس، 4). يبدو سريعًا للعيان "الدور الرئيسي" الذي قام به أوريجينوس في تاريخ القراءة الإلهيّة. وفيما بعد سوف يتعلّم أسقف ميلانو أمبروسيوس قراءة الكتابات المقدّسة من خِلال أعمال أوريجينوس ويُدخلها إلى الغرب ويودعها إلى أغسطينوس والتقليد الرهبانيّ اللاحق.
كما سبق وقلنا، ينبع المستوى الأعلى في معرفة الله، حسب أوريجينوس، من المحبّة. وهذا ما يحدث أيضًا بين البشر: لا يعرف أحدنا فعليًا الآخر بِعُمق إلا إذا توفّرت المحبّة وانفتحت القلوب. ولِتأكيد ذلك يرتكز على معنى يُعطى عادةً لِفعل «عَرَفَ» في العبريّة، أي حينما يُستعمَل لِلتعبير عن مُمارسة الحبّ البشريّ: «وعرَفَ آدمُ حَوَّاءَ امرَأَتَه فحَمَلَت» (سفر التكوين 4/1). وفي هذا إشارة إلى أنَّ الوحدة في المحبّة تُولِّد المعرفة الأكثر أصالة. فكما أنَّ الرجل والمرأة هما «اثنان في جسدٍ واحِد»، هكذا يُصبح الله والمؤمن «اثنان في روحٍ واحِد». بهذه الطريقة تَبلُغ صلاة الإسكندريّ أعلى مستويات التصوّف، كما تشهد له «العظات في نشيد الأناشيد». نَجِد بهذا الخصوص فقرة في العظة الأولى، حيثُ يعترف أوريجينوس قائلا: «غالباً - والله شاهد على ذلك – ما شعرتُ أنَّ العريس كان يقتربُ منّي إلى أعلى درجة؛ ثمّ يغيب عنّي فجأة، ولم أستطع إيجاد ما كنت أبحث عنه. فتمتلكني من جديد الرغبة في مجيئه، وهو يعود أحيانًا، وحينما يظهر لي، حينما أمسكه بيديّ، يفلت منّي مُجَدَّدًا، وعندما يتوارى، أعود وأبحث عنه من جديد...» (العظة في نشيد الأناشيد 1/7).
يعود هنا إلى ذهني ما كتبه سلفي المُبجَّل، كَشاهد أصيل، في «الألفيّة الجديدة الآتية»، حيثُ بَيّنَ لِلمؤمنين «كيف أنَّ الصلاة يُمكن أن تتطوّر، كحوارِ حُبّ حقيقيّ، إلى أن يتملّك الحبيب الإلهيّ الإنسان بكليّته، فيرتعش بِلمسة الروح، ويستسلم بثقة بنويّة لقلب الآب... ويُتابع يوحنّا بولس الثاني:» نحن بصدد طريق تَدعمه النعمة كليًا، ويتطلّب مع ذلك التزامًا روحيّا قويّا ويختبر تنقياتٍ مؤلمة، لكنه يَصِل، بأشكال مُمكِنة ومُتعدِّدة، إلى فرح لا يوصَف يعيشه الزُهّاد كَـ «اتّحاد بين زوجين» (رقم 33).
نَصِل، في النهاية، إلى تعليم أوريجينوس عن الكنيسة، وبالتحديد – ضمنها- عن كهنوت المؤمنين العامّ. بالفِعل، كما يؤكّد الإسكندريّ في عظته التاسعة عن سفر اللاويّين، «هذا الأمر يَعنينا جميعًا» (العظة في سفر اللاويّين 9/1). في العظة عينها يتكلّم أوريجينوس عن الحظر الذي فرّضَ على هارون، بعدَ موت ابنيه، في دخول قُدسِ الأقداس «في أيّ وقتٍ» (اللاويين 16/2) ويحذّر المؤمنين قائلا: «ِهكذا يتّضح بأنّه إذا دخلَ أحدٌ في أيّ وقت إلى الهيكل، من دون الاستعداد اللازم، ودون ارتداء الثياب الحبريّة، دون تحضير التقدمة المُتوجّبة وجَعلِ الله راضيًا عنه، فَسوف يموت... هذا الأمر يَعنينا جميعًا، فهو يأمرنا في الواقع أن نعلم كيف نحضر أمام مذبح الله. ألا تعلم أنّه لك أيضًا، أي لكنيسة الله بأسرها ولشعب المؤمنين، قد مُنِحَ الكهنوت؟ أصغِ إلى بطرس كيف يُخاطب المؤمنين:» ذُرِّيَّةٌ مختارة وجماعةُ المَلِك الكَهنوتِيَّة وأُمَّةٌ مقدَّسة وشعبٌ اقتَناه الله«. أنت إذًا تملك الكهنوت لأنّك من» ذُرِّيَّةٌ كهنوتيّة«، ولِهذا يجب أن تُقدِّم الذبيحة لله... ولكن لكي تستطيع تقديمها بِشكلٍ لائق إنك بِحاجة لِملابس طاهرة ومُتمايزة عن ملابس الآخرين العاديّة، وتحتاج إلى النار الإلهيّة» (المرجع نفسه).
وهكذا تتماثل «الأوساط المشدودة» و«الثياب الكهنوتيّة»، أي الطهارة واستقامة الحياة، من جهة، و«السراج المُضيء دومًا»، أي الإيمان ومعرفة الكتابات المُقدّسة، من جهة أُخرى، كَشروط ضروريّة لممارسة الكهنوت العامّ الذي يتطلّب طهارة واستقامة وإيمان ومعرفة الكتابات. ومن الواضح أنّ هذه الشروط ضروريّة بالأحرى من أجل ممارسة كهنوت الخدمة. هذه الشروط -السلوك المستقيم في الحياة، وفوق كلّ شيء تقبّل كلمة الله ودراستها - تُحدِّد «تراتبيّة قداسة» حقيقيّة في كهنوت المسيحيّين العام. وفي ذُروة درب الكمال هذا يَضَع أوريجينوس الاستشهاد. ففي عظته التاسعة عن اللاويّين يُلمح أيضًا إلى «نار الذبيحة»، أي الإيمان ومعرفة الكتابات المُقدّسة، التي لا يجب أن تُطفأ أبدًا على مذبح مَن يمارس الكهنوت. ثمّ يضيف: «ولكن في داخل كلّ واحدٍ منّا» ليس هناك النار فقط؛ بَل «أيضاً الذبيحة، ومن ذبيحته يُشعل المذبَح، لكي يَتَّقِدَ دومًا. إذا ما تَخَلَّيت أنا عن كلّ ما أملك وحملت صليبي وتَبِعت المسيح، فإنّي أُقَدِّم ذبيحتي على مذبح الله؛ وإذا أسلمتُ جسدي لِيُحرَق، وكانت فيّ المحبّة، ونلت مجد الاستشهاد، فإنّي أقدّم ذبيحتي على مذبح الله» (العظة في سفر اللاويّين 9/9).
إنّ درب الكمال هذا، وهو درب لا ينضب، «يتعلّق بنا جميعًا»، شرط أن «تكون نظرة قلبنا» موجهّة إلى تأمّل المعرفة والحقّ، وهما يسوع المسيح. ففي عِظته عن خطبة يسوع في الناصرة - عندما «كانت عيون جميع الذين في المَجمَع شاخِصةً إليه» (لوقا 4/16-30) – يبدو وكأنَّ أوريجينوس يتوجّه إلينا بالتحديد: «اليوم أيضًا، إذا شئتم، في هذه الجماعة يُمكن لِعيونكم أن تكون شاخِصة إلى المُخلّص. فحين تُوجِّه بالفعل نظرة قلبك الأعمق نحو تأمّل المعرفة والحقّ وابن اللّه الوحيد، فإنَّ عينيك سوف تعاينان الله. طوبى لِتلك الجماعة التي تشهد لها الكتابات بأنَّ عيون الجميع كانت شاخِصة إليه! كم أرغب أن تنال هذه الجماعة شهادة مُماثلة، أن تكون عيون الجميع، غير المُعَمَّدين والمؤمنين، النِسوة والرجال والفتيان، لا عيون الجسد، بل عيون الروح، محدّقة بيسوع!... إنّ نور وجهك مطبوعٌ فينا، يا ربّ، لك المجد والقدرة إلى أبد الآبدين. آمين!» (العظة في إنجيل لوقا 32/6).

## روابط خارجية
- أوريجانوس على موقع الموسوعة البريطانية (الإنجليزية)
- أوريجانوس على موقع إن إن دي بي (الإنجليزية)